# Distretto di Tamsui
Il distretto di Tamsui (cinese: 淡水區, pinyin: Dànshuǐ Qū) è un distretto di Taiwan nella municipalità di Nuova Taipei.